# Alcides agathyrsus
Alcides agathyrsus — дневная бабочка из семейства ураний (Uraniidae).

## Внешний вид
Размах крыльев около 70 мм. Самки гораздо крупнее самцов.
Основной фон крыльев — чёрный. На верхней поверхности — сине-зелёные полосы, которые в зависимости от угла зрения и освещения переливаются желтовато-красноватым отливом. Нижняя сторона крыльев яркая, голубовато-кобальтового цвета с волнистым узором. На задних крыльях имеются своеобразные «хвостики» с белой бахромой.
Окраска и форма крыльев  Alcides agathyrsus сходна с таковыми у симпатрической бабочки-парусника Papilio laglaizei (мюллеровская мимикрия). Оба вида несъедобны. Бабочки обоих видов часто летают вместе над кронами деревьев, причём парусников больше, чем ураний).

## Ареал
Широко распространена в Новой Гвинее и на севере Австралии.